# Säsong 7 av RuPauls dragrace
Säsong 7 av RuPauls dragrace sändes på TV under våren 2015, med amerikansk premiär den 2 mars. Liksom tidigare säsonger bestod formatet av 14 dragqueens tävlande om titeln "America's Next Drag Superstar" och 100 000 dollar.

## Tävlingsdeltagare
Drugorna som tävlar om att bli "America's Next Drag Superstar" i sjunde säsongen av RuPauls dragrace är:
(ålder och namn gäller tiden då tävlingen ägde rum)
| Tävlingsdeltagare    | Namn                 | Ålder | Hemstad                  |
| -------------------- | -------------------- | ----- | ------------------------ |
| Ginger Minj          | Joshua Eads-Brown    | 29    | Orlando, Florida         |
| Jaidynn Diore Fierce | Christopher Williams | 25    | Nashville, Tennessee     |
| Jasmine Masters      | Martell Robinson     | 37    | Los Angeles, Kalifornien |
| Kandy Ho             | Frank Diaz           | 28    | Cayey, Puerto Rico       |
| Katya                | Brian McCook         | 31    | Boston, Massachusetts    |
| Kennedy Davenport    | Reuben Asberry, Jr.  | 33    | Dallas, Texas            |
| Max                  | Max Malanaphy        | 22    | Minneapolis, Minnesota   |
| Miss Fame            | Kurtis Dam-Mikkelsen | 29    | New York, New York       |
| Mrs. Kasha Davis     | Ed Popil             | 41    | Rochester, New York      |
| Pearl                | Matt James           | 23    | Brooklyn, New York       |
| Sasha Belle          | Jared Breakenridge   | 28    | Iowa City, Iowa          |
| Trixie Mattel        | Brian Firkus         | 26    | Milwaukee, Wisconsin     |
| Violet Chachki       | Jason Dardo          | 22    | Atlanta, Georgia         |
| Tempest DuJour       | Patrick Holt         | 47    | Tucson, Arizona          |

## Gästdomare
(I alfabetisk ordning efter artistnamn och/eller efternamn)
- Jessica Alba (skådespelare)
- Mel B (sångare)
- Tamar Braxton (sångare och tv-personlighet)
- Kat Dennings (skådespelare)
- Ariana Grande (sångare)
- Merle Ginsberg (journalist)
- Kathy Griffin (komiker)
- Rachael Harris (skådespelare och komiker)
- Demi Lovato (sångare)
- Alyssa Milano (skådespelare)
- Isaac Mizrahi (modeskapare)
- Olivia Newton-John (skådespelare och sångare)
- Lucian Piane (musikproducent)
- Santino Rice (modeskapare)
- Rebecca Romijn (skådespelare)
- Jordin Sparks (sångare och skådespelare)
- Michael Urie (skådespelare)
- John Waters (regissör)

## Musik
I säsongens trailer hörs bitar ur låten Geronimo och Modern Love, båda från albumet "Born Naked".

### RuPaul Presents: CoverGurlz2
RuPaul Presents: CoverGurlz2 är ett samlingsalbum från 2015 av RuPaul, i vilket deltagarna från säsong 7 av RuPauls Dragrace medverkar. Albumet släpptes den 3 februari 2015. Albumet finns tillgängligt för digital försäljning genom iTunes och Amazon.

#### Bakgrund
I likhet med förra säsongen har detta samlingsalbum sammanställts av 14 coverversioner av låtar som tidigare släppts av RuPaul, men som nu framförs av RuPauls Dragrace-deltagarna från denna säsongen. Det innehåller spår som tidigare givits ut på RuPauls album Born Naked, Starrbooty: Original Motion Picture Soundtrack, Red Hot, Glamazon, SuperGlam DQ, samt även femte säsongens singel "Can I Get An Amen".

#### Spårlista
Alla låtar är skrivna av RuPaul Charles och Lucian Piane, med undantag för spår femton och sexton, som skrivits av Charles själv.
| Nr           | Titel                                                     | Längd |
| ------------ | --------------------------------------------------------- | ----- |
| 1.           | New York City Beat (med Michelle Visage)                  | 3:54  |
| 2.           | Throw Ya Hands Up (med Kennedy Davenport)                 | 3:19  |
| 3.           | Freaky Money (med Jasmine Masters)                        | 3:22  |
| 4.           | Can I Get an Amen (med Kasha Davis)                       | 3:14  |
| 5.           | Drop That Pimp (med Violet Chachki och Miles Davis Moody) | 2:39  |
| 6.           | Let the Music Play (med Ginger Minj)                      | 4:32  |
| 7.           | Sweet Kandy of Mine (med Kandy Ho)                        | 2:40  |
| 8.           | Drag U (med Katya)                                        | 3:05  |
| 9.           | Hey Booty (med Pearl och Miles Davis Moody)               | 2:49  |
| 10.          | Geronimo (med Trixie Mattel)                              | 2:58  |
| 11.          | The Beginning (med Jaidynn Diore Fierce)                  | 3:58  |
| 12.          | Call Me Starrbooty (med Sasha Belle)                      | 3:15  |
| 13.          | Dance with U (med MAX)                                    | 3:58  |
| 14.          | Drag Race Theme (med Miss Fame)                           | 3:07  |
| 15.          | Sissy That Walk (med Tempest DuJour)                      | 3:26  |
| 16.          | Hollywood U.S.A. (med The PitCrew)                        | 4:16  |
| Total längd: | Total längd:                                              | 54:32 |

## Fotnoter
1. ↑  Då Matthews delar uppdrag som domare med Kressley, medverkade han inte i samtliga avsnitt. Matthews satt med i domarpanelen i följande avsnitt: 1, 4, 5, 6, 7, 8
2. ↑  Då Kressley delar uppdrag som domare med Matthews, medverkade han inte i samtliga avsnitt. Kressley satt med i domarpanelen i följande avsnitt:: 1, 2, 3, 9, 10, 11
3. ↑  Katya Zamolodchikova går under endast förnamnet i programmet.